# バニャーティカ
バニャーティカ（伊: Bagnatica  ( 音声ファイル)）は、イタリア共和国ロンバルディア州ベルガモ県にある、人口約4,300人の基礎自治体（コムーネ）。

## 地理

### 位置・広がり
ベルガモ県中部のコムーネ。県都ベルガモから東南東へ9km、州都ミラノから東北東へ51kmの距離にある

#### 隣接コムーネ
隣接するコムーネは以下の通り。
- アルバーノ・サンタレッサンドロ
- ボルガレ
- ブルザポルト
- カルチナーテ
- コスタ・ディ・メッツァーテ
- モンテッロ
- セリアーテ

### 地震分類
イタリアの地震リスク階級 (it) では、3 に分類される
。